# Melitturga taurica
Melitturga taurica är en biart som beskrevs av Heinrich Friese 1922. Melitturga taurica ingår i släktet Melitturga och familjen grävbin. Inga underarter finns listade i Catalogue of Life.